# Vincent Vosse
Vincent Vosse, né le 5 janvier 1972 à Verviers, est un pilote automobile belge.
Il est un des trois fondateurs du W Racing Team avec René Verbist et Yves Weerts.

## Carrière
En 2000, il termine second des 500 kilomètres du Lausitzring en championnat FIA GT.

## Résultats aux 24 heures du Mans
| Année | Voiture                   | Équipe               | Équipiers                              | Résultat |
| ----- | ------------------------- | -------------------- | -------------------------------------- | -------- |
| 1999  | Porsche 911 GT2           | Roock Racing         | Claudia Hürtgen / André Ahrlé          | 20e      |
| 2001  | Chrysler Viper GTS-R      | Paul Belmondo Racing | Vanina Ickx / Carl Rosenblad           | Abandon  |
| 2002  | Chrysler Viper GTS-R      | Larbre Compétition   | Christophe Bouchut / Patrice Goueslard | 18e      |
| 2003  | Lister Storm LMP          | Lister Racing        | Nathan Kinch / Jamie Campbell-Walter   | DNS      |
| 2005  | Ferrari 550 GTS Maranello | Larbre Compétition   | Olivier Dupard / Patrice Goueslard     | 4e       |

## Palmarès
- 1993 : Vice-champion du championnat de Formule Ford Benelux
- 1997 : Vainqueur des 24 Heures de Zolder (catégorie GT2)
- 2001 : Vainqueur des 24 heures d'Enna-Pergusa
- 2002 : Vainqueur des 24 Heures de Spa
- 2003 : Vainqueur des 24 heures d'Enna-Pergusa
- 2005 : 3e du championnat Le Mans Series (catégorie GT1)
- 2006 : Champion des Le Mans Series (catégorie GT1)